# Karl August Senff

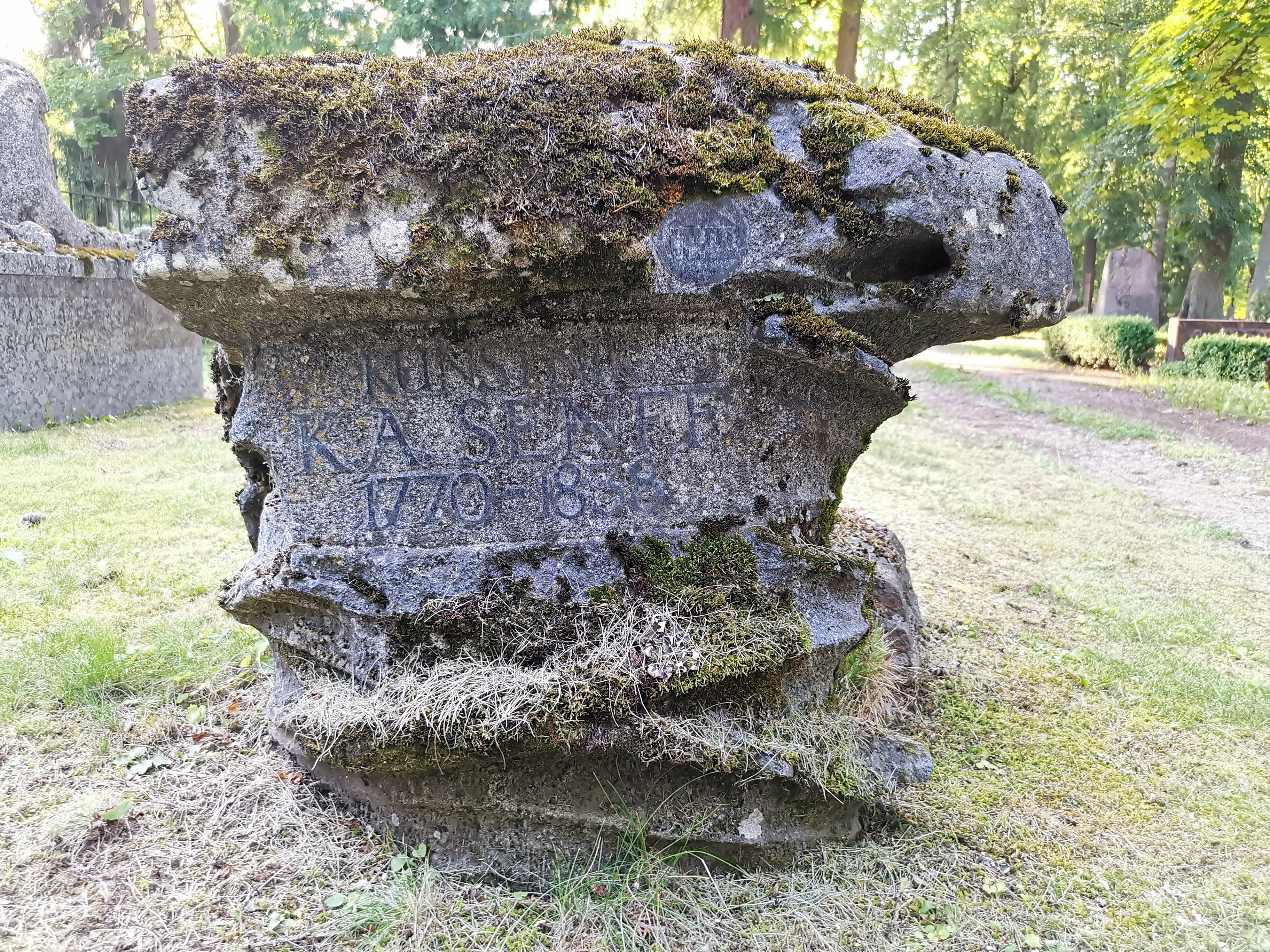
Grab auf dem Friedhof Tartu (Raadi kalmistu)

Karl August Senff (* 12. März 1770 in Kreypau, heute Sachsen-Anhalt; † 2. Januarjul. / 14. Januar 1838greg. in Tartu, heute Estland) war ein Maler, Graphiker und Kupferstecher.

## Leben
Senff wurde in der Nähe von Merseburg als Sohn des evangelischen Theologen Karl Friedrich Senf (1739–1814) geboren. Eigentlich hätte er Medizin studieren sollen. Senff ging jedoch nach dem Besuch der Lateinschule für Kunststudien von 1788 bis 1793 zunächst an die Kunstakademie in Leipzig zu Adam Friedrich Oeser. Aus dieser Zeit stammt ein von ihm angefertigtes Skizzenbuch. Ab 1795 lernte er bei Christian Leberecht Vogel, der Professor an der Kunstakademie in Dresden war. Bis 1802 lebte Senff als Privatschüler und freischaffender Künstler. Er orientierte sich an Johann Friedrich Bause sowie an Georg Christian Schule und Ehregott Grünler, zwei Schülern Daniel Chodowieckis. Zu seinen Arbeiten zählten Landschaften und Städteansichten und er brachte von seinen Reisen durch die sächsische Schweiz, durch Schlesien oder das Riesengebirge zahlreiche Studien Mappen mit. Ab 1803 war Senff als Leiter der Zeichenschule und Kupferstecher an der wiedereröffneten Universität im livländischen Tartu (Dorpat) tätig. 1818 erhielt er den Titel eines außerordentlichen Professors.

## Werk

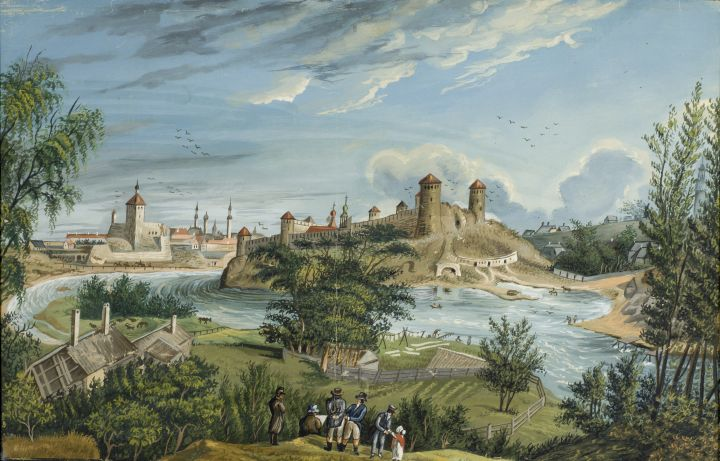
Ansicht der Stadt Narva (1812)

Der künstlerische Schwerpunkt von Senff lag auf Kupferstichen, der Pastellmalerei und der graphischen Kunst. Zu Studienzwecken hat Senff sieben Beispielhefte mit insgesamt 69 Kupferstichen und Aquatintablättern verfasst. 1813 fertigte er ein Bildnis des Generals Graf Peter Wittgenstein an, das er in zahlreichen Stichen reproduzierte. Weitere bekannte Persönlichkeiten waren unter anderem der Generalgouverneur der Ostseeprovinzen Marquis Philipp Paulucci, der Generalsuperintendent Karl Gottlob Sonntag, der Professor Johann Friedrich von Erdmann oder der Generalfeldmarschall Fürst Michael Andreas Barclay de Tolly. Bekannt wurde auch sein Lehrbuch Geometrische Zeichenlehre von 1828, das fünfzig Bildtafeln enthält. Senff schuf zahlreiche Porträts und Landschaftsansichten. Daneben legte er u. a. Gravuren von neunzehn Gebäuden der Universität Tartu vor.

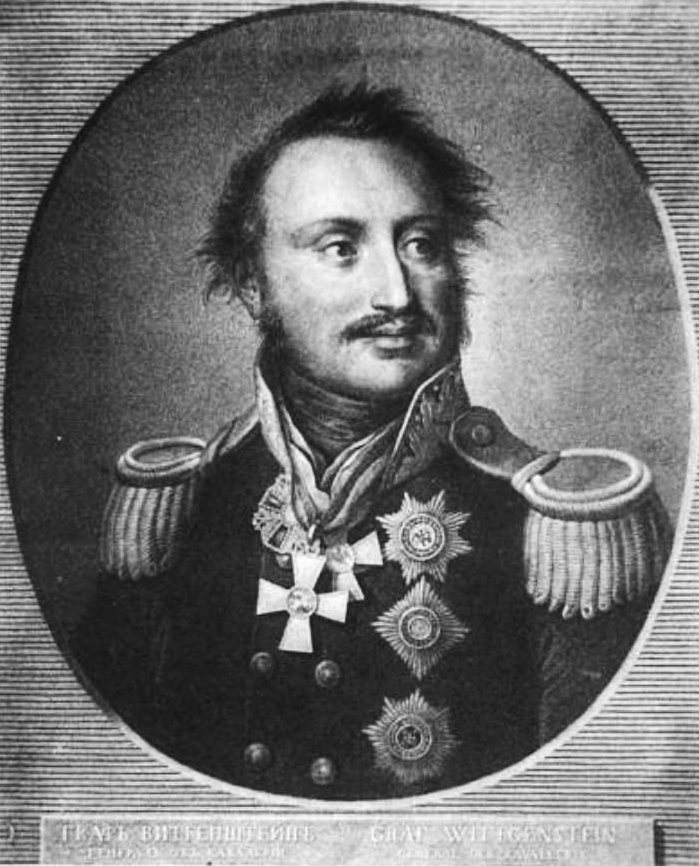
General Wittgenstein
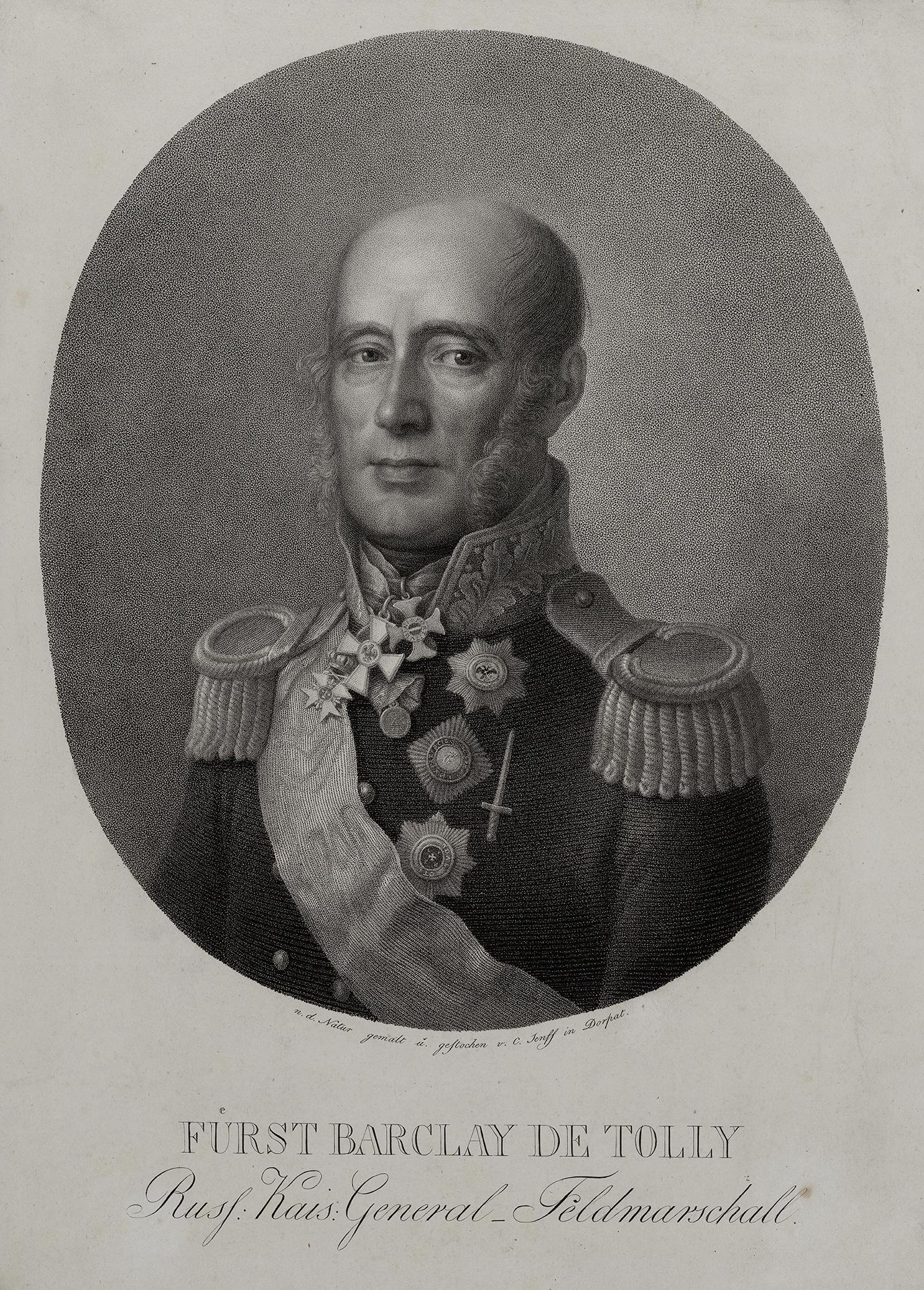
Fürst Barclay de Tolly
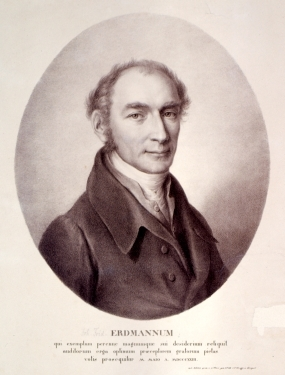
Professor Erdmann
Professor Ewers

Senff war Lehrer zahlreicher namhafter deutschbaltischer Künstler, unter anderem Friedrich Ludwig von Maydell, August Philipp Klara, August Matthias Hagen, August Georg Wilhelm Pezold, Woldemar Friedrich Krüger und Friedrich Sigismund Stern.

## Familie
Im Jahr 1800 heiratete Senff Juliane (geborene Albrecht), mit der er zunächst in Dresden lebte. 1803 zogen sie nach Dorpat um, wo sein Schwager Knorre als Professor für Mathematik arbeitete. Hier blieb er bis an sein Lebensende und fertigte zahlreiche Porträts, Buchillustrationen, landschaftliche Radierungen oder Pastellbilder. Er hatte mehrere Kinder darunter eine Tochter Karoline Senff (1801–1840), die später den Pastor Georg Gustav Schilling heiratete, sowie die Söhne Carl Julius Senff (1804–1832) und Carl Eduard Senff (1810–1850).
Der Maler Carl Adolf Senff war sein Bruder.